# タイ気象局
タイ気象局 (タイ語:กรมอุตุนิยมวิทยา、英語：Thai Meteorological Department）は、タイ王国内閣デジタル経済社会省の部局の一つ。1942年に設置。 

## 概要
タイ気象局は、天気予報、地震、高波、さまざまな自然現象の報告、警報・注意報の発令を担当している情報技術・通信省の局レベル組織である。気象情報の収集、保管、研究を行う。さらに気候変動、環境問題などの国内外、地球規模の問題について多国間協力を行っている。

## 歴史
- 1906年 海軍大将チュムポンケートウドムサック親王（พระเจ้าบรมวงศ์เธอ กรมหลวงชุมพรเขตอุดมศักดิ์）がタイにおいて気象学を開始。
- 1923年、農務省(กระทรวงเกษตราธิการ）の灌漑局（กรมทดน้ำ）が、利水部（กองรักษาน้ำ）に気象学・統計課（แผนกอุตุนิยมศาสตร์ และสถิติ）を設置する。（灌漑局は現在の農業・協同組合省の灌漑局の前身である。）
- 1936年 8月6日 タイ王国海軍水路局（กรมอุทกศาสตร์）に気象部（กองอุตุนิยมวิทยา）を設置。
- 1942年6月23日 バンコク県プラカノーン郡タムボン・クローンタン スクムウィット通り 612に庁舎を建設し、気象局に格上げされた。（住所はバンコクの旧行政区分）
- 1962年6月29日、首相府に異動。
- 1972年10月1日、通信省（กระทรวงคมนาคม）に異動。
- 1989年12月19日と27日に、同局は技術機器作業所と職員寮を移転。その場所に3億4600万バーツの予算を投じて、16階建ての現在の新庁舎を建設した。
- 2002年10月3日、情報技術・通信省（現・デジタル経済社会省）に異動。

## 所在地
バンコク バーンナー区 バーンナー地区 スクムウィット通り 4353 （เลขที่ 4353 ถนนสุขุมวิท แขวงบางนา เขตบางนา กรุงเทพมหานคร）

## 内部部局
- 局総務部（สำนักบริหารกลาง）
- 気象情報部（สำนักสื่อสารสารสนเทศอุตุนิยมวิทยา）
- 気象技術機器部 （สำนักเครื่องมืออุตุนิยมวิทยา）
- 気象予報部 （สำนักพยากรณ์อากาศ）
- 気象予報開発部（สำนักพัฒนาอุตุนิยมวิทยา）
- 航空気象部 （สำนักอุตุนิยมวิทยาการบิน）
- 運輸気象部 （สำนักอุตุนิยมวิทยาขนส่ง）
- 気象監視警報部 （สำนักเฝ้าระวังและเตือนสภาวะอากาศ）
- 地震監視部 （สำนักเฝ้าระวังแผ่นดินไหว）

## 地方支部局
タイの地方支部局は、北部、東北部、南東部、南西部の4管区に分かれており、それぞれの管区を統括する気象センターが置かれている。下部組織として主要な地方に気象観測所が置かれる。しかし、場所によっては観測所の下に複数の下位観測所、農業気象観測所や雨量観測所が置かれ、観測グループを形成している。以下のリストでは主要な気象観測所のみを記述する。

### 北部
- 北部気象センター （ศูนย์อุตุนิยมวิทยาภาคเหนือ）

1. メーホーンソーン気象観測所 （สถานีอุตุนิยมวิทยาแม่ฮ่องสอน）
2. チェンラーイ気象観測所 （สถานีอุตุนิยมวิทยาเชียงราย）
3. パヤオ気象観測所 （สถานีอุตุนิยมวิทยาพะเยา）
4. ラムパーン気象観測所 （สถานีอุตุนิยมวิทยาลำปาง）
5. ラムプーン気象観測所 （สถานีอุตุนิยมวิทยาลำพูน）
6. プレー気象観測所 （สถานีอุตุนิยมวิทยาแพร่）
7. ナーン気象観測所 （สถานีอุตุนิยมวิทยาน่าน）
8. ターク気象観測所 （สถานีอุตุนิยมวิทยาตาก）
9. ペチャッブーン気象観測所 （สถานีอุตุนิยมวิทยาเพชรบูรณ์）
10. チェンマイ気象観測所 （สถานีอุตุนิยมวิทยาเชียงใหม่）
11. ガムペーンペット気象観測所 （สถานีอุตุนิยมวิทยากำแพงเพชร）
12. スコータイ気象観測所 （สถานีอุตุนิยมวิทยาสุโขทัย）
13. ピチット気象観測所 （สถานีอุตุนิยมวิทยาพิจิตร）

### 東北部
- 東北部気象センター （ศูนย์อุตุนิยมวิทยาภาคตะวันออกเฉียงเหนือ）

1. ルーイ気象観測所 （สถานีตรวจอากาศเลย）
2. ウドンターニー気象観測所 （สถานีตรวจอากาศอุดรธานี）
3. ナコーンパノム気象観測所 （สถานีตรวจอากาศนครพนม）
4. サコンナコーン気象観測所 （สถานีตรวจอากาศสกนนคร）
5. ノーンカーイ気象観測所 （สถานีตรวจอากาศหนองคาย）
6. ムクダーハーン気象観測所 （สถานีตรวจอากาศมุกดาหาร）
7. コーンケーン気象観測所 （สถานีตรวจอากาศขอนแก่น）
8. ナコーンラーチャシーマー気象観測所 （สถานีตรวจอากาศนครราชสีมา）
9. ローイエット気象観測所 （สถานีตรวจอากาศร้อยเอ็ด）
10. スリン気象観測所 （สถานีตรวจอากาศสุรินทร์）
11. チャイプーン気象観測所 （สถานีตรวจอากาศชัยภูมิ）

### 南東部
- 南東部気象センター （ศูนย์อุตุนิยมวิทยาภาคใต้ฝั่งตะวันออก）

1. ペッチャブリー気象観測所 （สถานีอุตุนิยมวิทยาเพชรบุรี）
2. フアヒン気象観測所 （สถานีอุตุนิยมวิทยาหัวหิน）
3. プラチュワップキーリーカン気象観測所 （สถานีอุตุนิยมวิทยาประจวบคีรีขันธ์）
4. チュムポーン気象観測所 （สถานีอุตุนิยมวิทยาชุมพร）
5. スラート気象観測所 （สถานีอุตุนิยมวิทยาสุราษฎร์ฯ）
6. ゴサムイ気象観測所 （สถานีอุตุนิยมวิทยาเกาะสมุย）
7. ナコーンシー気象観測所 （สถานีอุตุนิยมวิทยานครศรีฯ）
8. パッターニー気象観測所 （สถานีอุตุนิยมวิทยาปัตตานี）
9. ナラーティワート気象観測所 （สถานีอุตุนิยมวิทยานราธิวาส）

### 南西部
- 南西部気象センター （ศูนย์อุตุนิยมวิทยาภาคใต้ฝั่งตะวันตก）

1. プーケット空港気象観測所 （สถานีอุตุนิยมวิทยาสนามบินภูเก็ต）
2. プーケット気象観測所 （สถานีอุตุนิยมวิทยาภูเก็ต）
3. パンガー気象観測所 （สถานีอุตุนิยมวิทยาพังงา）
4. ラノーン気象観測所 （สถานีอุตุนิยมวิทยาระนอง）
5. トラン気象観測所 （สถานีอุตุนิยมวิทยาตรัง）
6. サトゥーン気象観測所 （สถานีอุตุนิยมวิทยาสตูล）
7. グラビー気象観測所 （สถานีอุตุนิยมวิทยากระบี่）

## 気象学学習博物館
入場無料。10時から16時まで開館。日曜祝日を除く。

## タイ気象局の用語および基準
タイ気象局の用語基準を以下に示す。

### 気温
- とても寒い‐日最低気温が8度未満。（อากาศหนาวจัด:Very cold）
- 寒い‐日最低気温が 8度以上、16度未満。（อากาศหนาว:Cold）
- 涼しい‐日最低気温が16度以上、22.9度未満。（อากาศเย็น:Cool）
- 暑い‐日最高気温が35度以上、40度未満。（อากาศร้อน:Hot）
- とても暑い‐日最高気温が40度以上。（อากาศร้อนจัด:Very hot）

### 降水
- 雨‐直径0.5mm以上の雨滴。
- 弱い雨‐24時間降雨量が0.1mm超、10mm以下、もしくは1時間雨量が0.5mm以下。（ฝนเล็กน้อย:Slight rain）
- 並みの雨‐24時間降雨量が10mm超、35mm以下、もしくは1時間雨量が5mm超、25mm以下。（ฝนปานกลาง:Moderate rain）
- 強い雨‐24時間降雨量が35mm超、90mm以下、もしくは1時間雨量が25mm超、50mm以下。（ฝนหนัก:Heavy rain）
- とても強い雨‐24時間降雨量が90mm超、もしくは1時間雨量が50mm超。（ฝนหนักมาก:Very heavy rain）
- 猛烈な雨‐1時間雨量が90mm超。（ฝนหนักมากที่สุด เสมือนฟ้ารั่ว:Torrential rain）

### 特殊気象
- マンゴーシャワー（ฝนชะช่อมะม่วง/ฝนชะลาน） ‐1月から3月頃のマンゴーの花弁がつく頃の小ぬか雨。田起こしの時期に重なる。
- 雨季‐5月中頃から10月中頃までであるが地域によって異なる。また年変動も大きい。
- 乾季‐10月中頃から5月中頃までであるが地域によって異なる。

## 関連事項
- デジタル経済社会省